# Theristicus caudatus
L'ibis collocamoscio (Theristicus caudatus (Boddaert, 1783)) è un uccello della famiglia Threskiornithidae, diffuso in Sud America.

## Distribuzione e habitat
La specie è presente in Argentina, Bolivia, Brasile, Colombia, Guyana francese, Guyana, Paraguay, Suriname, Uruguay e Venezuela.